# Dolicheremaeus rubripedes
Dolicheremaeus rubripedes är en kvalsterart som beskrevs av Arthur P. Jacot 1938. Dolicheremaeus rubripedes ingår i släktet Dolicheremaeus och familjen Tetracondylidae. Inga underarter finns listade i Catalogue of Life.